# Борнейски гибон
Борнейският гибон още гибон на Мюлер (Hylobates muelleri) е вид бозайник от семейство Гибони (Hylobatidae). Видът е застрашен от изчезване.

## Разпространение
Разпространен е в Бруней, Индонезия (Калимантан) и Малайзия (Сабах).